# Pere l'Ermità
Pere l'Ermità (Amiens, ca. 1050 - Abadia de Neufmoustier (Huy), 8 de juliol de 1115), també dit Pere d'Amiens, va ser un clergue, líder religiós de l'anomenada Croada dels Pobres, una peregrinació espontània i armada que al final del segle xi intentà arribar a Terra Santa per alliberar-la de l'ocupació musulmana. Fou rebutjada i fracassà, però va servir de preludi a la Primera Croada. Fou declarat venerable per l'Església catòlica, i algunes fonts l'anomenaven beat.

## Biografia
Originari d'Amiens, no se'n sap gran cosa de la seva joventut. Alguns historiadors del segle xix li atribuïren origen noble, considerant «L'Hermite» com un cognom, no com una denominació d'ermità, fent-lo fill de Renauld L'Hermite, de la casa d'Alvèrnia, i d'Alide de Montaigu, però no n'hi ha proves documentals de la relació entre aquest llinatge i Pere. Segons aquesta tradició, hauria estat casat amb Beatrix de Roussy, de Normandia, i en quedar vidu fa fer-se clergue i va fer vida eremítica, però també és una dada sense documentació fiable i possiblement inversemblant, basada en un poema trobadoresc del segle xiv que n'esmenta aquest origen.
Igualment, sense proves, se li atribueix un pelegrinatge a Terra Santa cap al 1093, en el qual hauria estat detingut i torturat pels musulmans; probablement és una llegenda pietosa. És poc després, el 27 de novembre de 1095, quan Urbà II llançà la seua crida a la croada; la raó que adduïa el papa era que després de la conquesta de Jerusalem pels turcs seljúcides als àrabs abbàssides en 1073, s'havia prohibit l'accés als sants llocs als pelegrins cristians.

### Croada popular
Va ésser llavors quan comença a aparèixer documentat Pere. Igual que d'altres, es tracta d'un predicador que recorria el país arengant les gents perquè anessin a la croada per alliberar Terra Santa, com una mena de penitència pels pecats comesos. Va començar la seva predicació al Berry, continuant a Orleans, la Xampanya, Lorena i la Renània. En arribar a Colònia, la seva eloqüència havia desvetllat l'entusiasme de milers de cristians (uns 15.000 homes) que, al crit de Deus le volt, van emprendre la marxa al maig de 1096, conduïts pel cavaller Gautier Sans-Avoir, i arribaren a Constantinoble a la fi de juliol; mentrestant, Pere continuà predicant per ciutats alemanyes i, a mesura que la multitud avançava, més persones s'hi anaven incorporant en el camí.
A banda de la crida papal, Pere introduïa a la seva predicació elements antisemítics, obtenint dels jueus, per tal d'evitar la crida a la persecució, ajuts i finançament per a la croada, i la reforma dels costums cristians. Després de predicar a Alemanya, va marxar cap a Constantinoble amb un estol d'uns 12.000 homes, anant per Hongria i vorejant el Danubi.

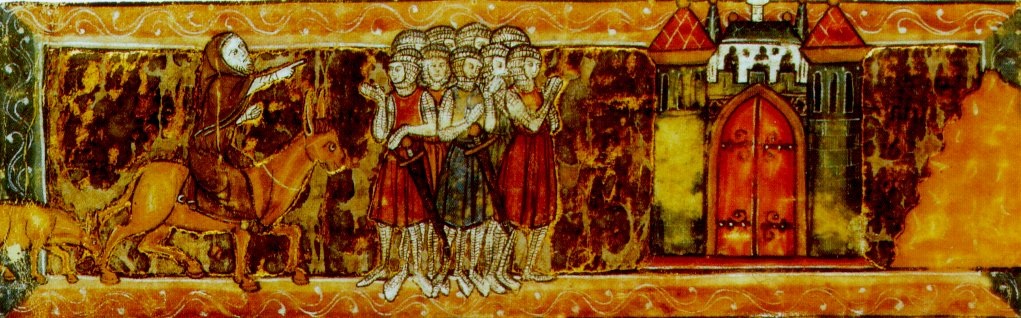
Il·lustració del Roman du Chevalier du Cygne amb Pere l'Ermità parlant amb els croats; manuscrit decorat sobre pergamí, final del (París, BnF, Arsenal, Ms 3139 fol. 176v).

Arran de la compra de queviures, part de l'estol es revoltà a Selim, prop de la frontera entre Hongria i l'Imperi Romà d'Orient, i la vila fou presa a l'assalt i quatre mil habitants van morir-hi. Abans que les tropes del rei hongarès hi arribessin, els «croats» ja havien entrat en terres romanes d'Orient. Temerosos, els habitants de Belgrad van evacuar la ciutat, que va ésser saquejada pels croats; aquest i altres actuacions similars demostren que Pere l'Ermità havia perdut el domini de la tropa i no podia controlar-ne les accions. Malgrat això, l'emperador romà d'Orient Aleix I Comnè els va acollir bé, però quan van començar els problemes a la rodalia de Constantinoble, els va fer travessar el Bòsfor, establint-los a la plana de Civitot (Kibotos).
Després de continuar fins a Nicomèdia, i davant el descontrol del seu exèrcit, Pere l'Ermità va tornar a Constantinoble per sol·licitar ajut al basileu Aleix I Comnè. Durant eixe temps, el seu exèrcit, que havia fet incursions en territori turc, va ser massacrat pels seljúcides de Rūm del soldà sultan Kilidj Arslan I, a les planes de Civitot: dels 25.000 croats que hi havia, només 3.000 van poder-ne escapar. Aquests, amb Pere l'Ermità, esperaren que els nobles occidentals croats arribessin a donar-los suport, cosa que succeí el maig de 1097; llavors, els supervivents de la croada popular s'afegiren a l'exèrcit croat i continuaren la campanya fins a arribar a Jerusalem.
Jerusalem va ser presa el divendres 15 de juliol de 1099; l'última notícia que es té de Pere és el sermó que va fer a l'Hort de les Oliveres el 8 de juliol, arengant els croats. El fet que no n'hi hagi més notícies fa pensar que potser va morir en la batalla.

## Llegendes
Una tradició posterior fa reaparèixer el personatge a Huy (Bèlgica) el 1100, on suposadament va fundar el monestir de Neufmoustier, en el qual va morir el 1115. La llegenda s'origina en obres de Jacques de Vitry, que va manipular les dades històriques de la fundació per donar més prestigi a la història del monestir i al seu paper en altres fets importants. No obstant això, l'obituari de l'abadia de Neufmoustier, conservat al Museu Curtius de Lieja, anota que el 8 de juliol de 1115 hi havia "la mort de Dom Pierre, de pietosa memòria, venerable prevere i eremita, que meresqué ésser designat pel Senyor per anunciar, el primer, la Santa Creu… després de la conquesta de Terra Santa, Pere tornà al seu país natal… fundà aquesta església… i hi escollí una sepultura convenient".
Albert d'Aquisgrà, però, diu que Pere va morir el 1131 com a prior d'una església que havia fundat a França, dedicada al Sant Sepulcre.

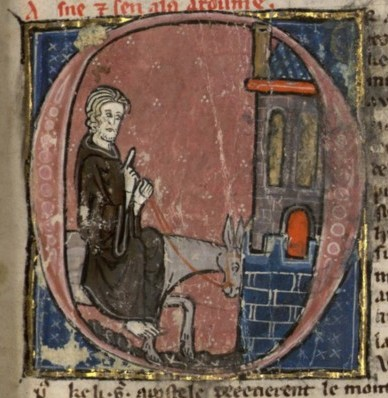
Arribada a Roma, miniatura del segle xiii
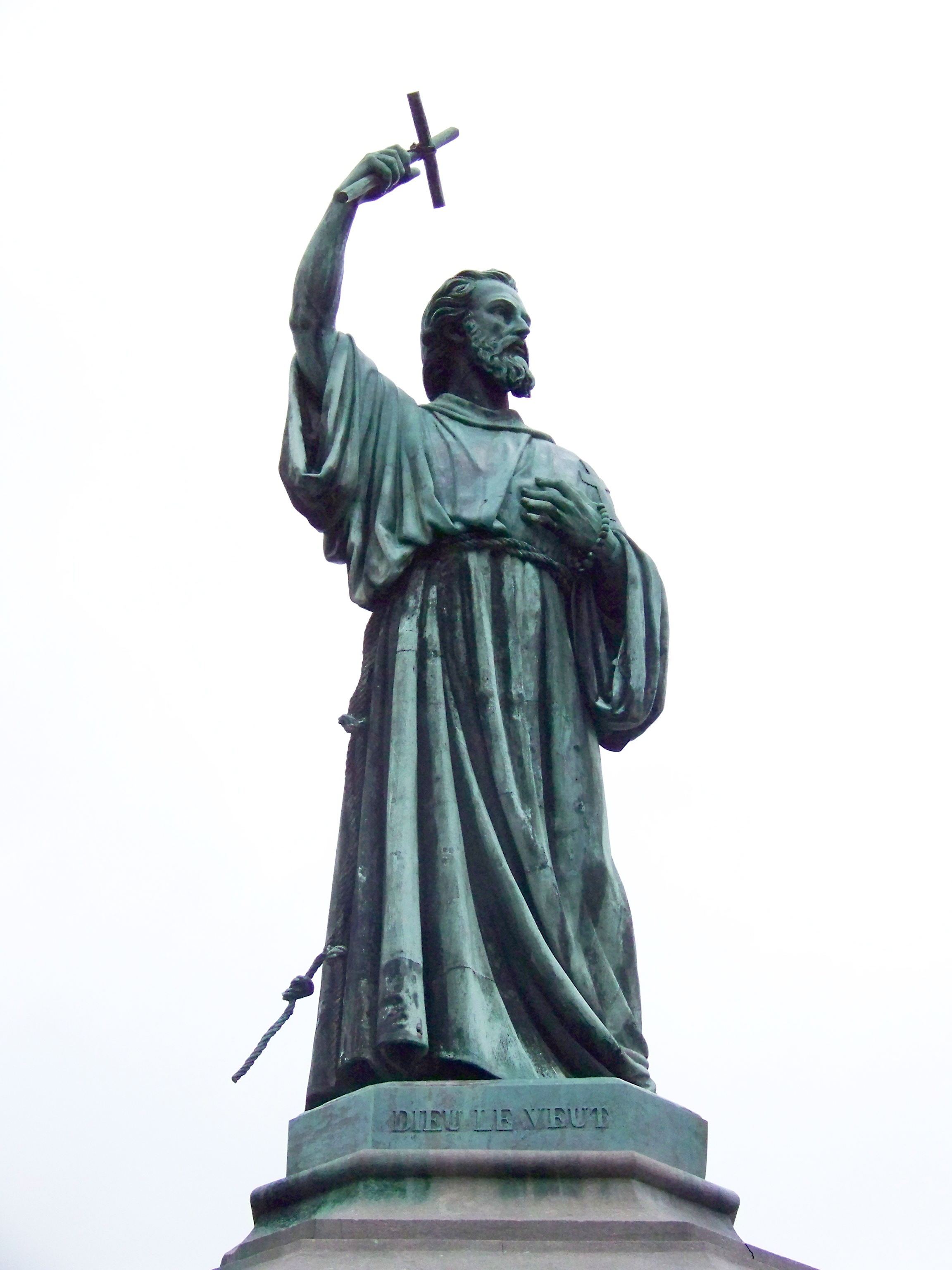
Escultura a Amiens, per Gédéon de Forceville, 1854
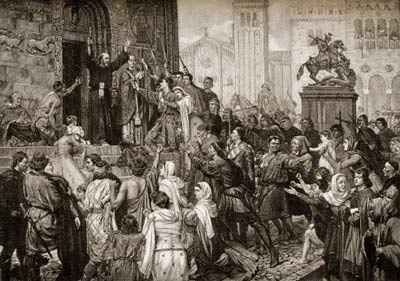
Predicació de Pere, gravat del segle xix
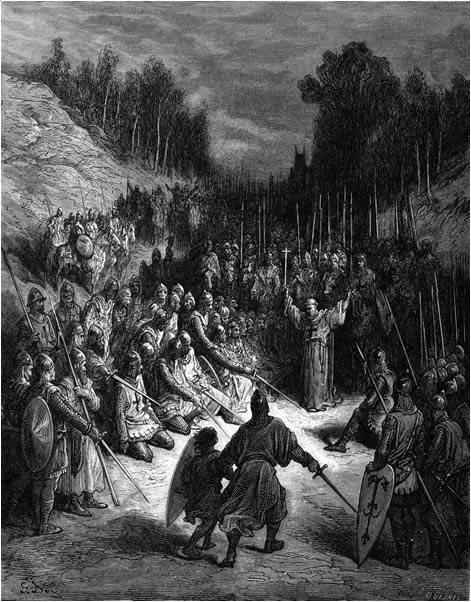
Pere predicant, gravat de Gustave Doré
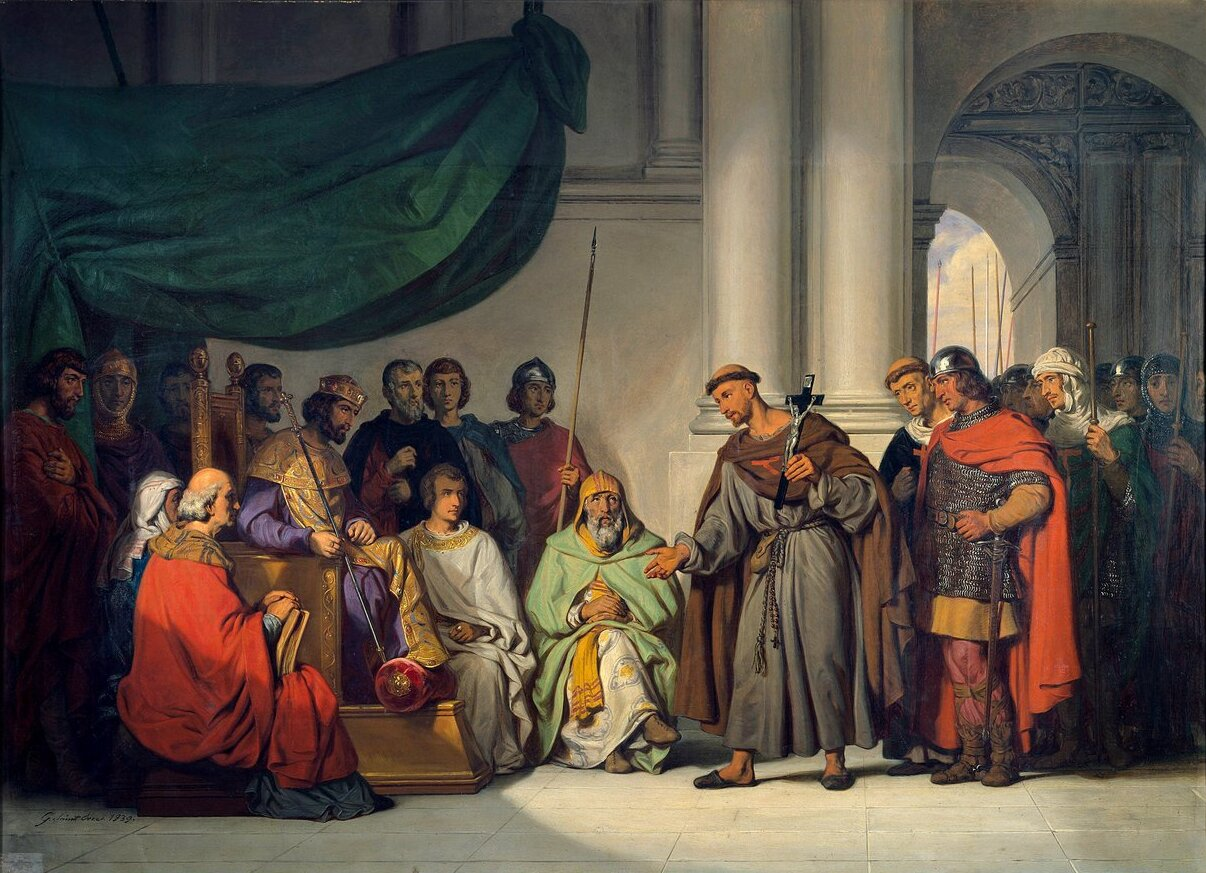
Pere i l'emperador Aleix, gravat del segle xix